# Montescudaio bianco
Il Montescudaio bianco è un vino DOC la cui produzione è consentita nella provincia di Pisa.

## Caratteristiche organolettiche
- colore: giallo paglierino.
- odore: vinoso, delicato.
- sapore: asciutto, armonico, gradevole.

## Produzione
Provincia, stagione, volume in ettolitri
- Pisa  (1990/91)  2287,09
- Pisa  (1991/92)  1401,54
- Pisa  (1992/93)  3122,69
- Pisa  (1993/94)  3076,08
- Pisa  (1994/95)  2282,14
- Pisa  (1995/96)  1796,9
- Pisa  (1996/97)  1931,3